# Квантовый эффект Холла в графене
Ква́нтовый эффе́кт Хо́лла в графене или необы́чный ква́нтовый эффе́кт Хо́лла — эффект квантования холловского сопротивления или проводимости двумерного электронного газа или двумерного дырочного газа в сильных магнитных полях в графене. Этот эффект был предсказан теоретически и подтверждён экспериментально в 2005 году.

## Уровни Ландау
Уровни Ландау в графене описываются уравнением Дирака для графена с учётом магнитного поля, которое можно записать в виде
{\displaystyle [{\vec {\sigma }}\cdot (i\hbar v_{F}{\vec {\nabla }}+e{\vec {A}}/c)]\psi (x,y)=\varepsilon \psi (x,y)}
где использована калибровка Ландау для векторного потенциала {\displaystyle {\vec {A}}=(-By,0)}, двумерный градиент равен
{\displaystyle {\vec {\nabla }}=({\frac {\partial }{\partial x}},{\frac {\partial }{\partial y}})}, а вектор {\displaystyle {\vec {\sigma }}} составлен из матриц Паули {\displaystyle (\sigma _{1},\sigma _{2})}. В матричном виде уравнение запишется в виде
{\displaystyle {\begin{pmatrix}0&-i\hbar v{\frac {\partial }{\partial x}}-\hbar v{\frac {\partial }{\partial y}}+eBy\\-i\hbar v_{F}{\frac {\partial }{\partial x}}+\hbar v{\frac {\partial }{\partial y}}+eBy&0\end{pmatrix}}\psi (x,y)=\varepsilon \psi (x,y).}
Здесь можно легко разделить переменные и в итоге прийти к спектру для релятивистских уровней Ландау
{\displaystyle \varepsilon _{n}=\pm \hbar {\tilde {\omega _{c}}}{\sqrt {n}}=\pm {\sqrt {\hbar v_{F}^{2}eB2n/c}},}
где {\displaystyle n=0,\,1,\,2,...}, «циклотронная частота» равна {\displaystyle {\tilde {\omega _{c}}}={\sqrt {2}}{\frac {v_{F}}{l_{B}}}}, магнитная длина {\displaystyle l_{B}={\sqrt {\frac {\hbar c}{eB}}}.}

## Квантовый эффект Холла
Впервые необычный (англ. unconventional) квантовый эффект Холла наблюдали в работах, где было показано, что носители в графене действительно обладают нулевой эффективной массой, поскольку положения плато на зависимости недиагональной компоненты тензора проводимости соответствовали полуцелым значениям холловской проводимости {\displaystyle \nu =\pm (|n|+1/2)} в единицах {\displaystyle 4e^{2}/h} (множитель 4 появляется из-за четырёхкратного вырождения энергии), то есть
{\displaystyle \sigma _{xy}=\pm {\frac {4e^{2}}{h}}\left(|n|+{\frac {1}{2}}\right)}.
Это квантование согласуется с теорией квантового эффекта Холла для дираковских безмассовых фермионов. Сравнение целочисленного квантового эффекта Холла в обычной двумерной системе и графене смотрите на рисунке 1. Здесь показаны уширенные уровни Ландау для электронов (выделение красным цветом) и для дырок (синий цвет). Если уровень Ферми находится между уровнями Ландау, то на зависимости холловской проводимости {\displaystyle \sigma _{xy}} наблюдается ряд плато. Эта зависимость отличается от обычных двумерных систем (аналогом может служить двумерный электронный газ в кремнии, который является двухдолинным полупроводником в плоскостях эквивалентных {100}, то есть тоже обладает четырёхкратным вырождением уровней Ландау и холловские плато наблюдаются при {\displaystyle \nu =4|n|}).
Квантовый эффект Холла (КЭХ) может использоваться как эталон сопротивления, потому что численное значение наблюдаемого в графене плато равное {\displaystyle h/2e^{2}} выполняется с хорошей точностью, хотя качество образцов уступает высокоподвижному ДЭГ в GaAs, и, соответственно, точности квантования. Преимущество КЭХ в графене в том, что он наблюдается при комнатной температуре (в магнитных полях свыше 20 Т). Основное ограничение на наблюдение КЭХ при комнатной температуре накладывает не само размытие распределения Ферми-Дирака, а рассеяние носителей на примесях, что приводит к уширению уровней Ландау.

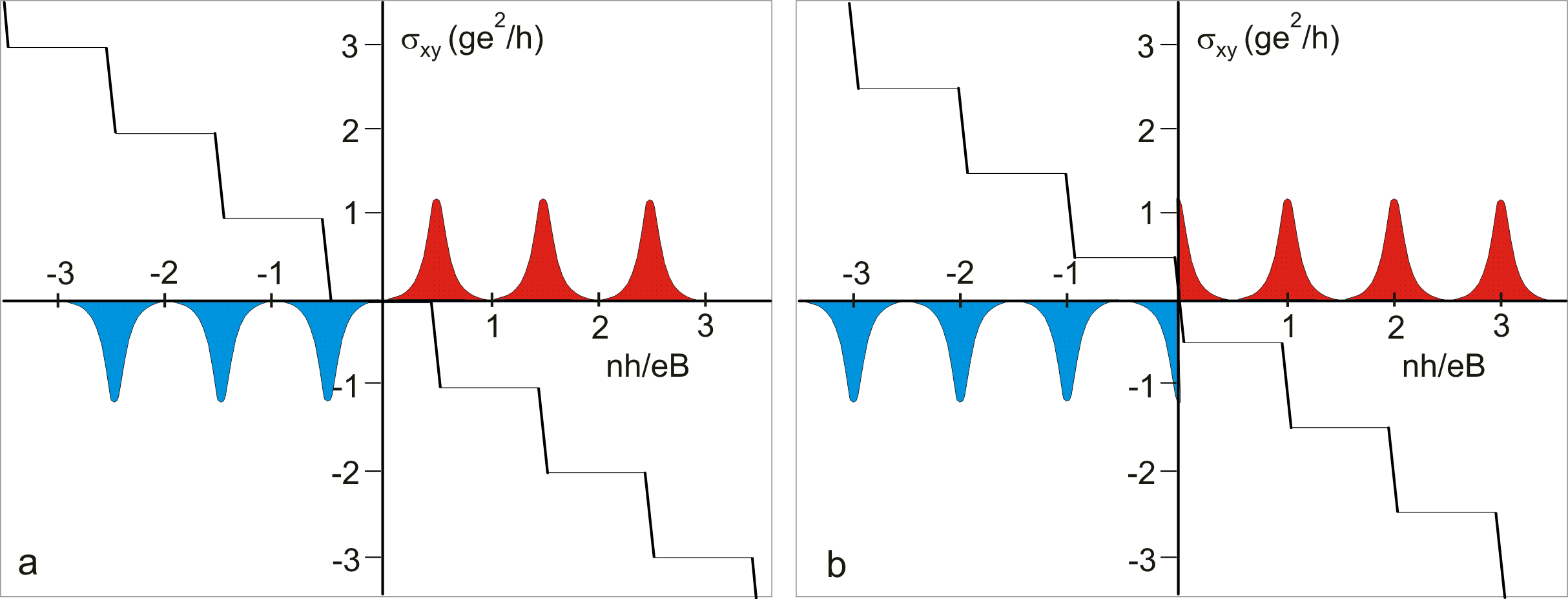
Рис. 1. a) Квантовый эффект Холла в обычной двумерной системе. b) Квантовый эффект Холла в графене. — вырождение спектра

### p-n-переход
Из-за отсутствия запрещённой зоны в графене в структурах с верхним затвором можно сформировать непрерывный p-n-переход, когда напряжение на верхнем затворе позволяет инвертировать знак носителей, задаваемый обратным затвором в графене, где концентрация носителей никогда не обращается в ноль (кроме точки электронейтральности) и нет области лишённой носителей как в обычных p-n-переходах. В таких структурах тоже можно наблюдать квантовый эффект Холла, но из-за неоднородности знака носителей значения холловских плато отличаются от приведённых выше. Для структуры с одним p-n-переходом значения квантования холловской проводимости описываются формулой
{\displaystyle G={\frac {2e^{2}}{h}}{\frac {|\nu ^{'}||\nu |}{|\nu ^{'}|+|\nu |}},}
где {\displaystyle \nu } и {\displaystyle \nu ^{'}} — факторы заполнения в n- и p- области соответственно (p-область находится под верхним затвором), которые могут принимать значения {\displaystyle \pm 2,\pm 6,\pm 10} и т. д. Тогда плато в структурах с одним p-n-переходом наблюдаются при значениях 1, 3/2, 3, 5/3 и т. д. Такие значения плато были наблюдены в эксперименте.

### p-n-p переход
Для структуры с двумя p-n-переходами соответствующие значения холловской проводимости равны
{\displaystyle G={\frac {e^{2}}{h}}{\frac {|\nu ^{'}||\nu |}{2|\nu ^{'}|+|\nu |}}={\frac {2}{3}},{\frac {6}{5}},{\frac {6}{7}},...(\nu \nu ^{'}<0).}

### Расщепление основного уровня Ландау
В работе наблюдается спиновое расщепление релятивистских уровней Ландау и снятие четырёхкратного вырождения для наинизшего уровня Ландау вблизи точки электронейтральности. Для объяснения этого эффекта предложено несколько теорий.